# Innopolisz
Innopolisz (oroszul: Иннополис) – épülő város Oroszországban, Tatárföld Verhnyij Uszlon-i járásában, Kazany bolygóvárosa.

## Elhelyezkedése
Kazanytól 40 km-re nyugatra,  a Volga és a Szvijaga találkozásánál, a Kujbisevi-víztározó jobb partján, Szvijazsszkkal szemben helyezkedik el, az M7-es főút mentén.

## Célja, létrehozása
Innopolisz létrehozásának célja az oroszországi információtechnológiai (IT-) ágazat fejlődésének elősegítése. Egy nagyszabású infrastrukturális projekt keretében olyan innovációs központot hoztak/hoznak létre, ahol az információtechnológia területén működő cégek, szakemberek, kutatóhelyek koncentrálódnak.
A város tervét a Szingapúr modern belvárosának terveit is megalkotó, Liu Thai Ker építész által vezetett tervező iroda készítette. Az épülő település 2014 végén (2015. január 1-jei dátummal) városi rangot kapott, és az alapkőletétel után pontosan három évvel, 2015. június 9-én ünnepélyesen „megnyitották az új várost”. 
2012. november 1-jén Innopolisz elnevezéssel a szövetségi kormány rendeletével különleges gazdasági övezetet hoztak létre az épülő településen.
Innopolisz azonos nevű egyetemét 2012 végén alapították Kazanyban, 2015-ben költöztették át az új városban épült kampuszba. Fő szakiránya az információs technológia és a robottechnika.

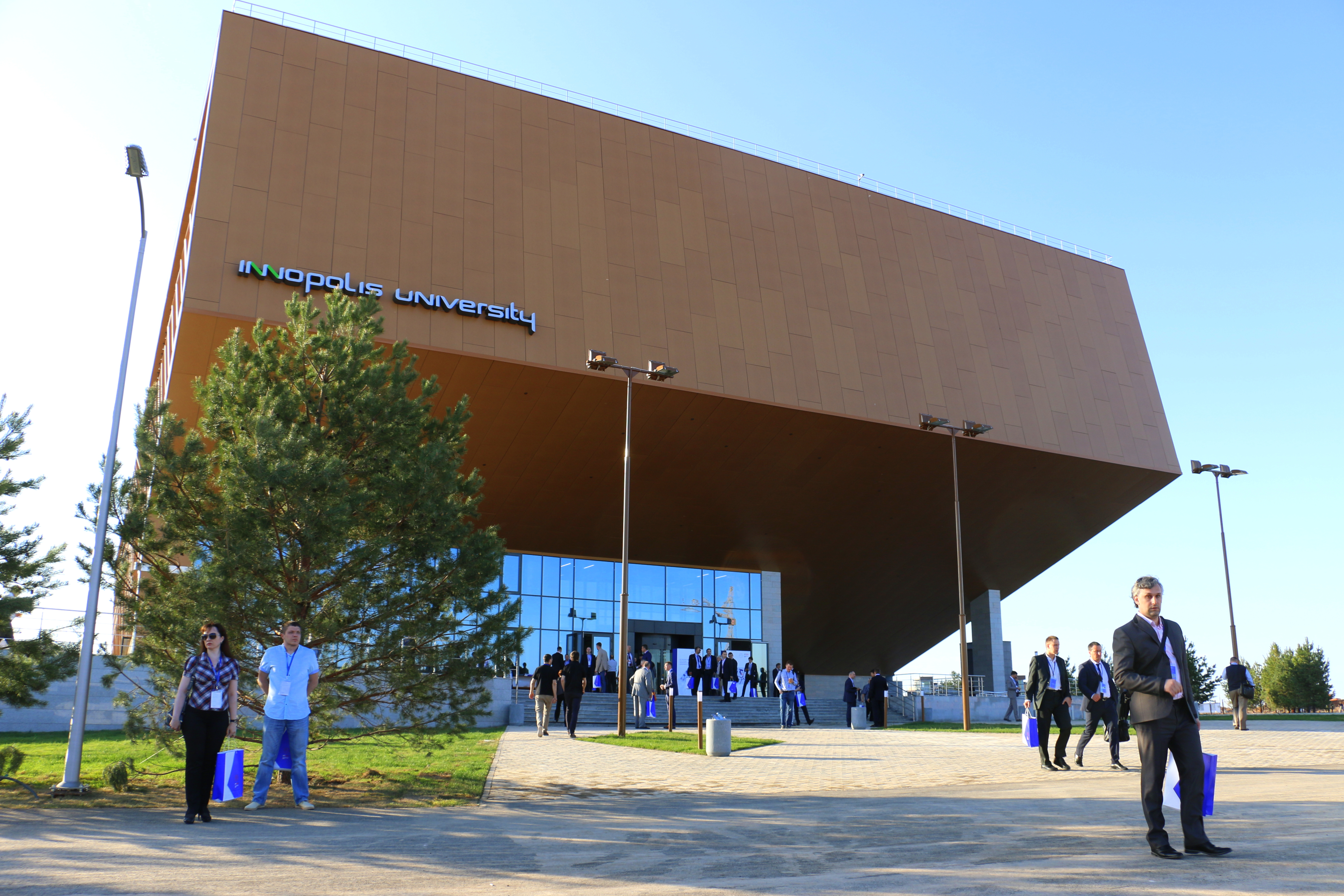
Az egyetem központi épülete

Számos befektető IT-cég telepedett le (lett rezidens) a városban, és továbbiak letelepedését ösztönzik. Az irodák, kutatóhelyek részére elkészült az első úgynevezett technopark, melyet A. Sz Popovról neveztek el.
A második, Lobacsevszkijről elnevezett technopark épülettömbjét előbb 2019 végére, majd 2020 végére tervezték átadni.
2018 nyarán a városnak kb. 2800 állandó lakosa volt, és további ezer fő volt a naponta rendszeresen bejárók száma. A polgármester akkor úgy számolt, hogy 2021-re  a város lélekszáma tízezer főre növekedhet. Az eredeti terv szerint a népesség 2030-ra elérné a 155 ezer főt. Ezt a számot azonban az önkormányzatnál már a városalapítás ötödik évfordulójának idején is erősen túlzónak tartották.